# بيل كيندال
بيل كيندال هو لاعب هوكي الجليد كندي، ولد في 1 أبريل 1910، وتوفي في 18 أبريل 1996.

## وصلات خارجية
- بيل كيندال على موقع دوري الهوكي الوطني (الإنجليزية)
- بيل كيندال على موقع قاعة مشاهير الهوكي (لاعب أن.إتش.أل) (الإنجليزية)
- بيل كيندال على موقع EliteProspects.com (الإنجليزية)
- بيل كيندال على موقع HockeyDB.com (الإنجليزية)
- بيل كيندال على موقع Hockey-Reference.com (الإنجليزية)